# Евмений Гортинский

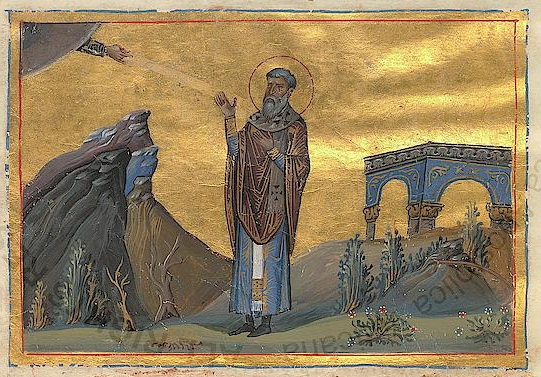

Евмений Гортинский — епископ Гортинский в VII веке. Убеждённый противник монофелитской ереси, был сослан в Фиваидскую пустынь, где и умер. Причислен к лику святых. Позже его святые мощи были перенесены и захоронены в городе Гортине на острове Крит.